# Оранжевобрюхая листовка
Оранжевобрюхая листовка (лат. Chloropsis hardwickii) — вид певчих птиц семейства листовковых. Выделяют 4 подвида. Распространён в центральных и восточных Гималаях, в провинции Юньнань и в северной части Юго-Восточной Азии. Видовое название дано в честь английского натуралиста Томаса Хардвика (англ. Thomas Hardwicke, 1755—1835).

## Описание
Оранжевобрюхая листовка — ярко окрашенная птица крепкого телосложения, длиной 15—20 см и массой от 21,2 до 40 г. Самцы в среднем тяжелее самок. Клюв конический, немного изогнутый, длиной 20—22,8 мм. Крылья закруглённые. Хвост квадратный, длиной 63—72 мм. Выражен половой диморфизм в окраске оперения. Оперение самцов характеризуется заметным рисунком на голове и груди. Лоб и макушка желтовато-бронзового цвета. Голова с чёрной маской, включающей уздечку, лицо и горло, и заходящую на грудь. На скуле проходит блестящая бирюзово-синяя полоса. Широкий нагрудник черновато-индигового цвета. Краевые кроющие перья крыла блестящего бирюзово-синего цвета. Маховые, крылышко, первостепенные кроющие и рулевые перья глубокого кобальтово-синего цвета. Горло и грудь чёрные, с голубым блеском, особенно заметным при солнечном свете; нижняя часть груди и кроющие подхвостья золотисто-оранжево-желтые, нижние части боков с ярко-зелёным пятном, спускающимся от нижней части спины и надхвостья.
Самка заметно отличается от самца отсутствием чёрно-синего рисунка на голове и груди и равномерно жёлтой или оранжево-жёлтой нижней частью тела. Макушка, верхняя часть тела, верхние кроющие и третьестепенные маховые перья равномерного ярко-зелёного цвета. Скуловая область (а иногда лоб и подбородок) тёмно-синего цвета, образующие расширяющуюся полосу под глазом. Рулевые перья сверху зелёные с синим оттенком, а снизу черноватые. Зеркальце и наружные перепонки маховых перьев зелёные, с различными оттенками ярко-синего. Нижняя часть тела зелёная с ярко-жёлтыми пятнами, которые иногда отсутствуют, а иногда есть как на груди, так и на нижней части тела; кроющие подхвостья часто ярко-жёлтые.
У взрослых самок и годовиков клюв черновато-серый, а у взрослых самцов — чёрный. Радужная оболочка тёмно-коричневая. Окологлазное кольцо черноватое у самцов, у молоди — бледно-голубое, а у самок — желтоватое или зеленоватое. Цевка и пальцы от бледно-серого до тёмно-серого цвета у птиц обоих полов; когти чёрные.

## Размножение
В северной части ареала (Гималаи, Китай) сезон размножения приходится на период с мая по август. а на Малайском полуострове начинается в марте. Неглубокое, открытое, чашеобразное гнездо, состоящее из тонких волокнистых материалов, сооружается обоими родителями и размещается на внешнем конце ветки, обычно на высоте 6—10 м от земли, но иногда на высоте 3 м. В кладке обычно 2—3 яйца размером 22,8 × 15,9 мм. Продолжительность инкубационного периода в природных условиях не известна, а в неволе составляет около 13 дней. Птенцы оперяются через 12 дней.

## Подвиды и распространение
Выделяют 4 подвида:
- C. h. hardwicki Jardine & Selby, 1830 — от центральных Гималаев до Мьянмы, северо-запад Таиланда и север Лаоса
- C. h. malayana Robinson & Kloss, 1923 — Малайский полуостров
- C. h. melliana Stresemann, 1923 — юго-восточный Китай, северный и центральный Вьетнам
- C. h. lazulina (Swinhoe, 1870) — остров Хайнань